# 60 Andromedae
60 Andromedae (60 And), som är stjärnans Flamsteedbeteckning, är en trippelstjärna belägen i den nordvästra delen av stjärnbilden Andromeda. Stjärnan bär också Bayer-beteckningen b Andromedae.  Den har en skenbar magnitud på ca 4,82 och är synlig för blotta ögat där ljusföroreningar ej förekommer. Baserat på parallaxmätning inom Hipparcosuppdraget på ca 6,2 mas, beräknas den befinna sig på ett avstånd på ca 530 ljusår (ca 160 parsek) från solen.

## Egenskaper
Primärstjärnan 60 Andromedae A är en orange till röd jättestjärna av spektralklass K3.5 III Ba0.4, vilket anger att ett överskott av joniserat barium observerats i spektrumet för stjärnan, vilket gör den till en bariumstjärna. Den har en massa som är ca 2,0 gånger solens massa, en radie som är ca 33 gånger större än solens och utsänder ca 685 gånger mera energi än solen från dess fotosfär vid en effektiv temperatur på ca 4 050 K.
Följeslagare 60 Andromedae B är troligtvis en vit dvärg med en omloppsperiod på 748,2 dygn, en excentricitet på 0,34 och en massa som är ca 50 procent av solens. Det finns också en andra följeslagare med en vinkelseparation på 0,22 bågsekunder.